# NGC 1907
NGC 1907 je otevřená hvězdokupa v souhvězdí Vozky s magnitudou 8,2. Objevil ji William Herschel 17. ledna 1787.
Od Země je vzdálená přibližně 5 870 světelných let a její stáří se odhaduje na 320 milionů let.

## Pozorování
Hvězdokupu je možné nalézt i triedrem přibližně 0,5° jižně od otevřené hvězdokupy Messier 38 a při použití menšího zvětšení se tedy spolu vejdou do zorného pole.
Středně velkým dalekohledem je možné ve hvězdokupě pozorovat 10 až 20 hvězd.